# Лосятинська сільська рада (Васильківський район)
| Лосятинська сільська рада — орган місцевого самоврядування у Васильківському районі Київської області з адміністративним центром у с. Лосятин. Водоймища на території, підпорядкованій даній раді: річка Протока, а також розташовані в її долині стави. Сільській раді підпорядковані населені пункти: - с. Лосятин - с. Степове |

## Склад ради
Рада складається з 14 депутатів та голови.

### Керівний склад ради
| ПІБ                            | Основні відомості                                                  | Дата обрання | Дата звільнення |
| ------------------------------ | ------------------------------------------------------------------ | ------------ | --------------- |
| Федоренко Олександр Вікторович | Сільський голова, 1962 року народження, освіта, безпартійний       | 26.03.2006   | 31.10.2010      |
| Гордієнко Василь Олексійович   | Сільський голова, 1976 року народження, освіта вища                | 31.10.2010   | 25.10.2015      |
| Клопенко Петро Олександрович   | Сільський голова, 1958 року народження, освіта професійно-технічна | 25.10.2015   |                 |

Примітка: таблиця складена за даними джерела